# Hardfloor
Hardfloor è un duo musicale tedesco di genere techno, formato da Oliver Bondzio e Ramon Zenker e attivo dal 1993.
Il loro singolo più famoso è Acperience 1 (chiamato semplicemente Acperience su molte compilation).
Il loro distintivo sound acido è dovuto alla loro virtuosa abilità nel manipolare il sintetizzatore di basso Roland TB-303 e solitamente usano più di sei macchine per volta.

## Discografia

### Album
- TB Resuscitation 1993 Harthouse
- Respect 1994 Harthouse
- Homerun 1996 Harthouse
- Best Of 1997 Eye Q Records
- Hardfloor presents X-MIX: Jack In The Box 1998 Studio K7
- All Targets Down 1998 Harthouse
- So What?! 2000 Harthouse
- 4 Out Of 5 Aliens Recommend This 2005 www.hardfloor.de
- Compiler 1.0 2006 www.hardfloor.de
- Our Acid Experience 2006 www.hardfloor.de
- The Life We Choose 2007 www.hardfloor.de

#### Da Damn Phreak Noize Phunk
Hardfloor ha anche distribuito un album con lo pseudonimo di Da Damn Phreak Noize Phunk
- Electric Crate Digger 1999 Studio !K7
- Take Off Da Hot Sweater 2002 Combination Racords
- Lost & Found 2003 Combination Records

### Singoli
- Let Da Bass Go 1991  Eye Q Records
- Drug Overlord 1992 Eye Q Records
- Hardtrance Acperience E.P. 1992 Harthouse
- Trancescript 1993 Harthouse
- Into The Nature 1994 Harthouse
- Funalogue Mini Album 1994 Harthouse
- Mr. Anderson / Fish & Chips 1994 Harthouse
- Mahogany Roots 1994 Harthouse
- Respected Remixes 1995 Harthouse
- Da Damn Phreak Noize Phunk? 1995 Harthouse
- Strikeout 1996 Harthouse
- Beavis At Bat 1996 Harthouse
- Da Damn Phreak Noize Phunk? Volume 2 1997 Harthouse
- Hardfloor Will Survive (collaboration with Phuture)  1998 Harthouse
- Skill Shot 1999 Harthouse
- Smash The Gnat 2000 Harthouse
- Communication To None 2001 Harthouse
- Underexposed Above Average 2001 Harthouse
- Alphabetical / Received Files / Me Too 2003 www.hardfloor.de
- Da Revival / Hubbub Rub 2004 www.hardfloor.de
- Soulful Spirit / Mrs. Broflovski 2004 www.hardfloor.de
- Murano / Joppiemuffler  2004 www.hardfloor.de
- Groupie Love / Plasticacid / Jack the House 2005 www.hardfloor.de
- T 2 Da C (Da Remixes) 2005 www.hardfloor.de
- Devils & Donuts / Who took da box? 2006 www.hardfloor.de
- Tugger / Butterflies in Bottermelk 2006 www.hardfloor.de
- Hitchhiker Habits / Blueprint (by Rob Acid) (2006) www.hardfloor.de
- 707 (by Andreas Andreas) / It's Him, It's Him (2007) www.hardfloor.de

### Remix
- Robert Armani - "Circus Bells" 1993 Djax-Up-Beats
- Sourmash - "Pilgrimage To Paradise" 1994 Prolekult Records
- Mory Kanté - "Yeke Yeke" 1995 FFRR Records
- Bassheads - "Is There Anybody Out There?" 1995 Deconstruction Records
- New Order - "Blue Monday" 1995 London Records
- Baby Doc And The Dentist - Mantra To The Buddha 1995 TEC (Truelove Electronic Communications)
- TWA - "Nasty Girls" 1995 Mercury Records
- The Shamen - "Destination Eschaton" 1995 Epic Records
- Depeche Mode - "It's No Good" 1997 Mute Records